# Forstenrieder Park
Forstenrieder Park är ett kommunfritt område i Landkreis München i Regierungsbezirk Oberbayern i förbundslandet Bayern i Tyskland.